# (532) Herculina
(532) Herculina ist ein Asteroid des Asteroiden-Hauptgürtels, der am 20. April 1904 vom deutschen Astronomen Max Wolf in Heidelberg entdeckt wurde. Die Herkunft des Namens ist unbekannt.
Herculina bewegt sich in einem Abstand von 2,277 (Perihel) bis 3,265 (Aphel) astronomischen Einheiten in rund 4,62 Jahren um die Sonne. Die Bahn ist 16,3084° gegen die Ekliptik geneigt, die Bahnexzentrizität beträgt 0,1778.
Mit einem mittleren Durchmesser von etwa 168 Kilometern ist Herculina einer der größten Asteroiden des Hauptgürtels. Sie rotiert in 9,405 Stunden um die eigene Achse und die Albedo der Oberfläche beträgt 0,16.
Im Jahr 1978 fand der Astronom David Dunham Hinweise, die darauf hindeuteten, dass Herculina einen Mond besitzen könnte. Neuere Untersuchungen mit dem Hubble-Weltraumteleskop konnten diese Vermutung allerdings nicht stützen.